# Castle Shikigami II: War of the Worlds
Castle Shikigami II: War of the Worlds (式神の城II, Shikigami no Shiro II) est un jeu vidéo shoot them up à scrolling vertical développé par Alfa System et sorti en 2003 sur borne d'arcade (Naomi). Le jeu a été ensuite adapté sur GameCube, PlayStation 2, Dreamcast et Windows.